# Magritte du meilleur long métrage documentaire
Le Magritte du meilleur long métrage documentaire (ou Magritte du meilleur documentaire, jusqu'en 2013) est une récompense décernée depuis 2011 par l'Académie André Delvaux, laquelle décerne également tous les autres Magritte du cinéma. Il est accordé au meilleur film documentaire belge francophone de l'année.
Depuis 11e cérémonie des Magritte du cinéma, l'Académie André Delvaux décerne également le Magritte du meilleur court métrage documentaire.

## Palmarès

### Années 2010
| Année | Film                                                     | Réalisateur(s)                         |
| ----- | -------------------------------------------------------- | -------------------------------------- |
| 2011  | Les Chemins de la mémoire                                | José-Luis Peñafuerte                   |
| 2011  | Katanga Business                                         | Thierry Michel                         |
| 2011  | Les films rêvés                                          | Eric Pauwels                           |
| 2011  | Terre d'usage                                            | Sophie Bruneau et Marc-Antoine Roudil  |
| 2011  | Vents de sable, femmes de roc                            | Nathalie Borgers                       |
| 2012  | LoveMEATender                                            | Manu Coeman                            |
| 2012  | L'Été de Giacomo (L'estate de Giacomo)                   | Alessandro Comodin                     |
| 2012  | Fritkot                                                  | Manuel Poutte                          |
| 2012  | Sous la main de l'autre                                  | Vincent Detours et Dominique Henry     |
| 2013  | Le Thé ou l'Électricité                                  | Jérôme le Maire                        |
| 2013  | Bons Baisers de la colonie                               | Nathalie Borgers                       |
| 2013  | Cinéma Inch'Allah !                                      | Vincent Coen et Guillaume Vandenberghe |
| 2013  | L'Affaire Chebeya, un crime d'État ?                     | Thierry Michel                         |
| 2014  | La nuit qu’on suppose                                    | Benjamin d'Aoust                       |
| 2014  | Amsterdam Stories USA                                    | Rob Rombout et Rogier van Eck          |
| 2014  | L'irrésistible ascension de Moïse Katumbi                | Thierry Michel                         |
| 2014  | The sound of Belgium                                     | Jozef Devillé                          |
| 2015  | Quand je serai dictateur                                 | Yaël André                             |
| 2015  | L'Âge de raison : Le cinéma des frères Dardenne          | Alain Marcoen et Luc Jabon             |
| 2015  | Rwanda, la vie après - Paroles de mères                  | Benoît Dervaux et André Versaille      |
| 2015  | Waiting for August                                       | Teodora Ana Mihai                      |
| 2016  | L'homme qui répare les femmes                            | Thierry Michel                         |
| 2016  | Bureau de chômage                                        | Anne Schiltz et Charlotte Grégoire     |
| 2016  | I don't belong anywhere - Le cinéma de Chantal Akerman   | Marianne Lambert                       |
| 2016  | La Nef des fous                                          | Patrick Lemy et Eric D'Agostino        |
| 2017  | En bataille - Portrait d'une directrice de prison        | Ève Duchemin                           |
| 2017  | Intégration Inch'Allah                                   | Pablo Muñoz Gomez                      |
| 2017  | La Terre abandonnée                                      | Gilles Laurent                         |
| 2018  | Burning out                                              | Jérôme le Maire                        |
| 2018  | Enfants du Hasard                                        | Thierry Michel et Pascal Colson        |
| 2018  | La Belge Histoire du festival de Cannes                  | Henri de Gerlache                      |
| 2018  | Rester vivants                                           | Pauline Beugnies                       |
| 2019  | Ni juge, ni soumise                                      | Jean Libon et Yves Hinant              |
| 2019  | Des Cowboys et des Indiens, le cinéma de Patar et Aubier | Fabrice du Welz                        |
| 2019  | La grand-messe                                           | Valéry Rosier et Méryl Fortunat-Rossi  |
| 2019  | Manu                                                     | Emmanuelle Bonmariage                  |
| 2019  | Mitra                                                    | Jorge León                             |

### Années 2020
| Année | Film                   | Réalisateur(s)                        |
| ----- | ---------------------- | ------------------------------------- |
| 2020  | Mon nom est clitoris   | Daphné Leblond et Lisa Billuart Monet |
| 2020  | Bains publics          | Kita Bauchet                          |
| 2020  | By the name of Tania   | Mary Jiménez et Bénédicte Liénard     |
| 2020  | Sans frapper           | Alexe Poukine                         |
| 2022  | Petit Samedi           | Paloma Sermon-Daï                     |
| 2022  | #salepute              | Florence Hainaut et Myriam Leroy      |
| 2022  | Chasser les dragons    | Alexandra Kandy-Longuet               |
| 2022  | Ma voix t'accompagnera | Bruno Tracq                           |
| 2023  | Soy libre              | Laure Portier                         |
| 2023  | Dreaming Walls         | Amélie van Elmbt et Maya Duverdier    |
| 2023  | I am Chance            | Marc-Henri Wajnberg                   |
| 2023  | L'Empire du silence    | Thierry Michel                        |
| 2023  | Petites                | Pauline Beugnies                      |

## Récompenses et nominations multiples
Deux récompenses :
- Jérôme le Maire : en 2013 pour Le Thé ou l'Électricité et en 2018 pour Burning out.

Une récompense et cinq nominations :
- Thierry Michel : récompensé en 2016 pour L'homme qui répare les femmes, et nommé en 2011 pour Katanga Business, en 2013 pour L'Affaire Chebeya, un crime d'État ?, en 2014 pour L'irrésistible ascension de Moïse Katumbi, en 2018 pour Enfants du Hasard (avec Pascal Colson) et en 2023 pour L'Empire du silence.

Deux nominations :
- Nathalie Borgers : en 2011 pour Vents de sable, femmes de roc et en 2013 pour Bons Baisers de la colonie.
- Pauline Beugnies : en 2018 pour Rester vivants et en 2023 pour Petites.